# Сибирски тигър
Сибирският (Амурски) тигър (Panthera tigris altaica), известен още като усурийски, амурски или манджурски, е най-едрият сред подвидовете на тигъра и същевременно най-големият представител на семейство коткови. В диво състояние възрастният мъжки достига дължина над 4,5 м (включително опашката, чиято дължина е 100 – 120 см) и тегло над 400 кг, а височината при холката 1,35 – 1,50 м. В някои случаи задържаните сибирски тигри достигат до тегло близо 470 кг, като тигърът „Джайпур“. Цветът на козината на сибирския тигър е много по-светъл от тази на бенгалския (кралския) тигър.

## Обща информация
Сибирският тигър е разпространен на територията на Русия – Далечния изток в Амурска област, както и в източните части на Китай. В миналото се е срещал също в Корея и Монголия. Ноктите на сибирския тигър достигат дължина до 12 см с широчина 4 см, а зъбите – 10 см.
В началото на 1930-те години числеността на тигрите в Далечния изток пада до няколко десетки. След активни мерки, техният ареал на разпространение е възстановен, а числеността им достига 400 – 500 екземпляра. Днес има повече сибирски тигри в плен, отколкото в природата. Предполага се, че има около 300 екземпляра на свобода.
Продължителността на живота на сибирския тигър е 15 години на свобода и до 26 години в плен.

## Начин на живот
Сибирският тигър, наричан още амурски тигър, живее на огромна територия от 300 км². Ако намери постоянни източници на храна, се задържа с години на едно място. Ако животните за плячка са малко, напада добитък или домашни кучета. Мъжкият и женският маркират с урина и следи от нокти индивидуалния си участък. Индивидуалният участък на мъжкия може да се припокрива само с индивидуалния участък на женска. Мъжките екземпляри защитават териториите си от други мъжки индивиди. Те отбраняват най-важните си територии, например тези които граничат с индивидуалния участък на женска или тези които са богати на плячка. Мъжкият тигър живее поединично. Проявява търпение спрямо женските тигри, допуска други представители на рода да преминават през жизненото му пространство, но не и да се задържат дълго.

## Размножаване
Сибирският тигър няма установен период на размножаване, обикновено се чифтосва от ноември до април. Женската показва готовността си като маркира дърветата с урина и драскотини от нокти. Тъй като жизненото пространство на тигъра обикновено обхваща огромна площ, женската понякога сама търси партньор. Тигрицата е в състояние да зачене само за период от 3 до 7 дни. През това време двойката се чифтосва неколкократно. Много обичат да се чифтосват във вода. След това мъжкият си търси друга партньорка. След 95 до 112 дни се раждат от 2 до 7 (обикновено 3 – 4) слепи малки. Майката кърми малките и почти не ги оставя сами. Очите на малките се отварят след около две седмици, когато започват да растат и първите им зъби. Малките напускат скривалището си за пръв път на двумесечна възраст. Тогава майката им носи вече и месо, но продължава да ги кърми до около шестмесечна възраст. От този момент нататък тя взима малките със себе си на лов. На 3 – 5 годишна възраст малките вече напускат майка си и си търсят собствена жизнена територия. На шестмесечна възраст придружават майка си на лов. Половата зрялост е от 3 до 5 години.

## Хранене и лов
Въпреки голямата си мощ и остър ум, тигърът отделя много време на лова, тъй като едва 1 на всеки 10 опита е успешен. Той дебне плячката си от 10 – 25 метра до максимум 50 метра, след което с неочакван скок я напада и я хваща за врата. По-малките животни ги убива със захапване по врата, а по-големите първо ги поваля, след това ги убива като прегризва гърлото им. Ако тигърът не успее да хване плячката си от първия път, я преследва още около 500 метра, но в такива случаи рядко я хваща. Храни се с благородни и петнисти елени, горали, зубри, диви кози, диви прасета, лосове, рисове и дори мечки. Известно е че заради пъргавината и силните си лапи озверял от глад 300 кг сибирски тигър може да убие и изяде 450-килограмова кафява мечка, но тигрите по-рядко влизат в схватки с други едри хищници. Дневно се нуждае от 8 – 10 кг месо за оцеляване. Може да изяде до 50 кг месо дневно.